# Lambert van Tweenhuysen
Lambert van Tweenhuysen, ook wel als Twenhusen gespeld (Zwolle, 1565 – Amsterdam, mei 1627) was een koopman en reder die handelde op heel Europa en aan de basis stond van de Nederlandse walvisvaart en de handel op Nieuw-Nederland.

## Zwolle en de Hanze
Lambert stamde uit een bekende regentenfamilie in Zwolle, die zeker terug gaat tot de 14e eeuw en vele bestuurders leverde aan de stad. De familie dankte haar naam aan het landgoed Twenhusen bij Hellendoorn, dat door Lambert geërfd werd van zijn vader en waarvan hij inkomsten genoot.
De Hanzestad Zwolle had overal in het Oostzeegebied handelscontacten, en ook Lambert en zijn broer Helmich waren in hun jonge jaren in deze regio actief in de handel, met name in Hamburg en Lübeck maar ook verder weg. Zo was Lambert in 1589 betrokken bij de verkoop van een zogenaamd karkant, een snoer van edelstenen, aan de koning van Polen, en reisde daarvoor naar Danzig, waar Helmich zich tijdelijk gevestigd had, en naar Krakau. Toen hij een jaar later zoals velen naar de in opkomst zijnde handelsstad Amsterdam verhuisde was hij handelaar in parels en lakens. Hij sloot zich aan bij de Lutherse gemeente, en trouwde op 1 november 1591 in de Lutherse kerk met de ook in Zwolle geboren 26-jarige Janneke Campherbeeck. Ook de Campherbeecks waren een voorname Zwolse familie. Het echtpaar ging aan de Oudezijds Voorburgwal 30 wonen, en kreeg er vier kinderen: Lambert junior, Hendrick, Mayken en Anna.

## Amsterdam

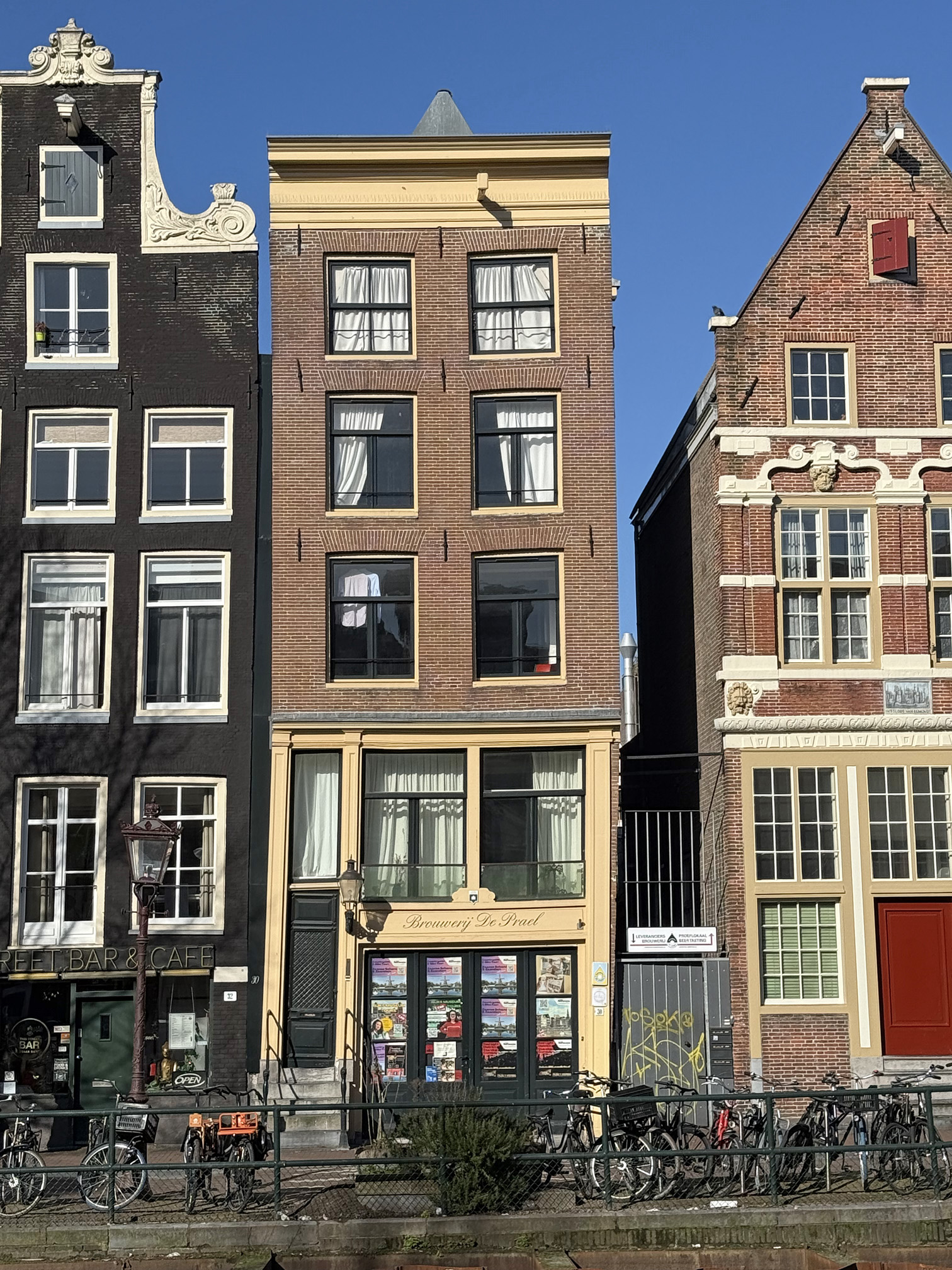
Lambert van Tweenhuysens huis in Amsterdam.

In Amsterdam hield Van Tweenhuysen zich zowel met de landhandel bezig als met de zeehandel, waarbij hij vrachtruimte kocht op schepen. In de jaren 1590 beperkte deze handel zich merendeels tot de bulkgoederen zout, graan en hout. Zout werd gekocht in Frankrijk of in Portugal en verkocht in handelssteden als Danzig, Koningsbergen en Riga, vanwaar hout en graan mee terug gingen naar Oporto, Setúbal en Sevilla. Vanwege de Tachtigjarige Oorlog moest daar vaak rekening worden gehouden met het risico van handelsverboden en het in beslag nemen van schepen. De bemanning werd dan als slaaf op de galeien gezet. Om dit te vermijden werd dan gevaren met schepen onder een andere vlag met buitenlandse bemanningen, om toch met de vijand handel te kunnen drijven. Begin 17e eeuw groeide en diversifieerde de Nederlandse handel met onder andere specerijen, suiker en textiel. De Baltische handel werd aangesloten op de Middellandse Zeehandel, de zogenaamde straatvaart, waarbij Amsterdam en andere Hollandse en Zeeuwse steden de Hanze begonnen te overvleugelen. Van Tweenhuysen bevond zich middenin deze economische opbloei. Hij bestreek met velerlei handelswaar een groot terrein, van Archangel aan de Oostzee tot La Rochelle, Genua, Venetië, Istanbul en Smyrna, waar de karavanen met Oosterse producten aankwamen. Onder andere Willem IJsbrantsz. Bontekoe voer voor hem op deze vaart. Zo ging hij in mei 1611 voor Van Tweenhuysen met zijn schip Bontekoe naar Archangel en was in augustus weer terug.

## Walvisvaart

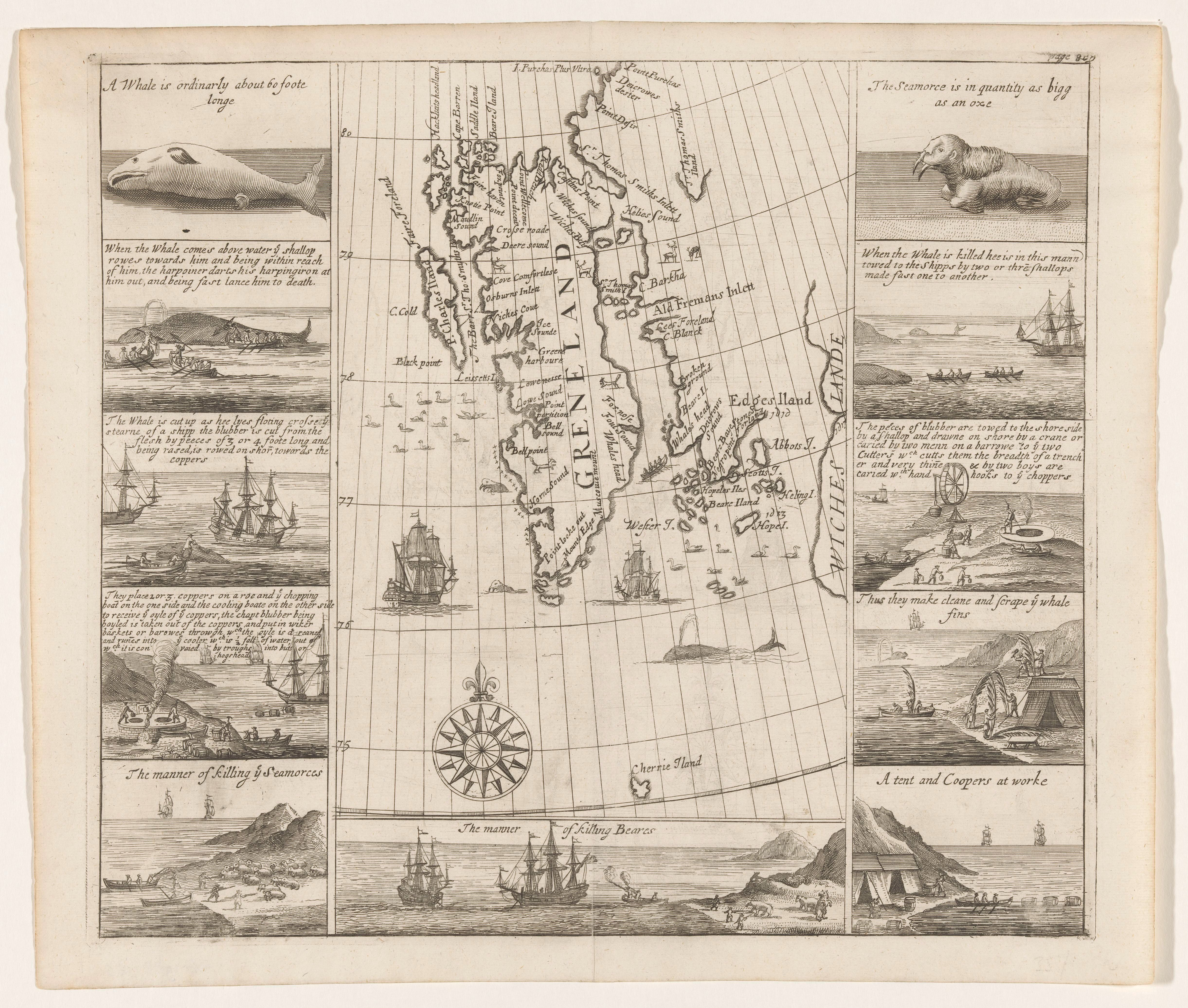
Kaart van Spitsbergen van ca. 1625, toen men nog dacht dat het vast zat aan Groenland.

In 1612 begon Van Tweenhuysen als een der eerste Nederlandse kooplieden met de walvisvaart. De eerste, tweede en derde noordreis om een doorgang naar Azië te vinden had veel kennis opgeleverd over de noordelijke wateren, waar robben, walrussen en walvissen leefden. De walvistraan werd gebruikt voor verlichting, het maken van zeep en om leer soepel te maken. Van de baleinen werden allerlei gebruiksvoorwerpen gemaakt. Van Tweenhuysen had zelf een zeepziederij aan het Spaarne in Haarlem.

### Eerste poging

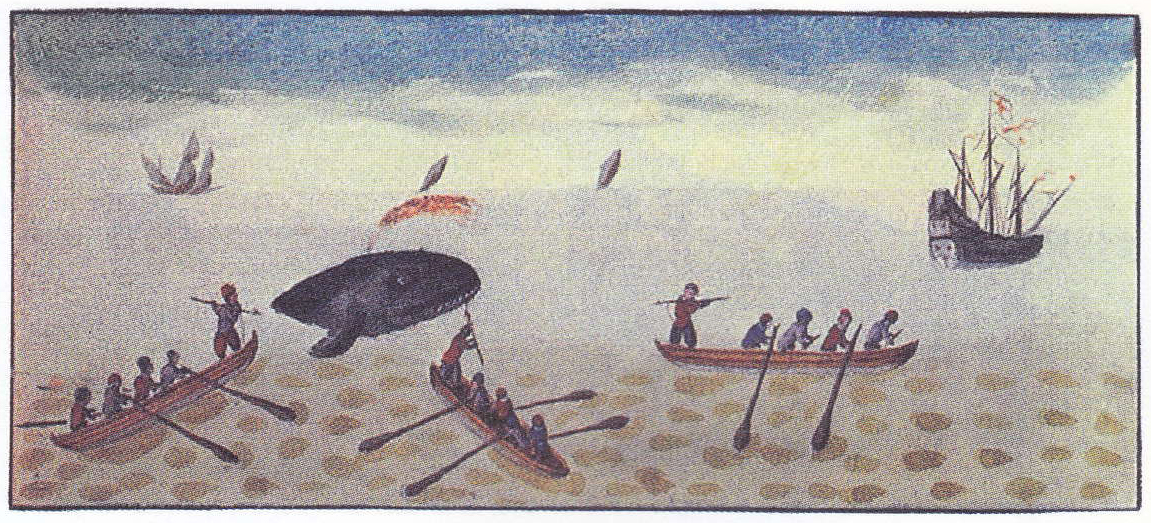
De walvisjacht bij Spitsbergen in 1613.

Met zijn Compagnie Van Tweenhuysen reedde hij het scheepje Neptunus uit met 35 man en schipper Willem Cornelisz. van Muyden, een compagnon. Een Engelse gids werd ingehuurd om de beste vangstplekken te tonen, aangezien de Engelsen een jaar eerder al walvissen hadden gevangen met hulp van Basken. Zij beoefenden de walvisvaart al eeuwen en hadden hadden stap voor stap hun technieken verfijnd. De Engelsman bleek echter een dronkenlap te zijn en van niets te weten. De Neptunus bezocht weliswaar Bereneiland en Spitsbergen maar door de onervarenheid van de bemanning werden er geen walvissen gevangen. Men verloor zelfs iemand. De boekhouder Pieter Kina viel van een rots en brak zijn nek. Hij werd daar begraven en de rots werd Caep Kynnae genoemd. Het schip kwam terug met slechts een kleine lading spek en walrustanden. Via handelscontacten in La Rochelle huurde Van Tweenhuysen toen ook een aantal Basken in, en met succes. Nog vele jaren zouden zij op Nederlandse schepen dienst doen en de Nederlanders het vak leren. De Groenlandse walvissen die rond Spitsbergen leefden konden tot 18 meter lang worden en 100 ton wegen. De jacht gebeurde met vier sloepen met een harpoenier in de punt, dan vier of vijf roeiers, en een stuurman achterin. Een aangeschoten walvis sleepte de sloep aan de harpoenlijn achter zich aan, en als hij weer boven water kwam om adem te halen werd hij ook door de andere sloepen beschoten, totdat hij door bloedverlies en uitputting stierf.

### Tweede poging

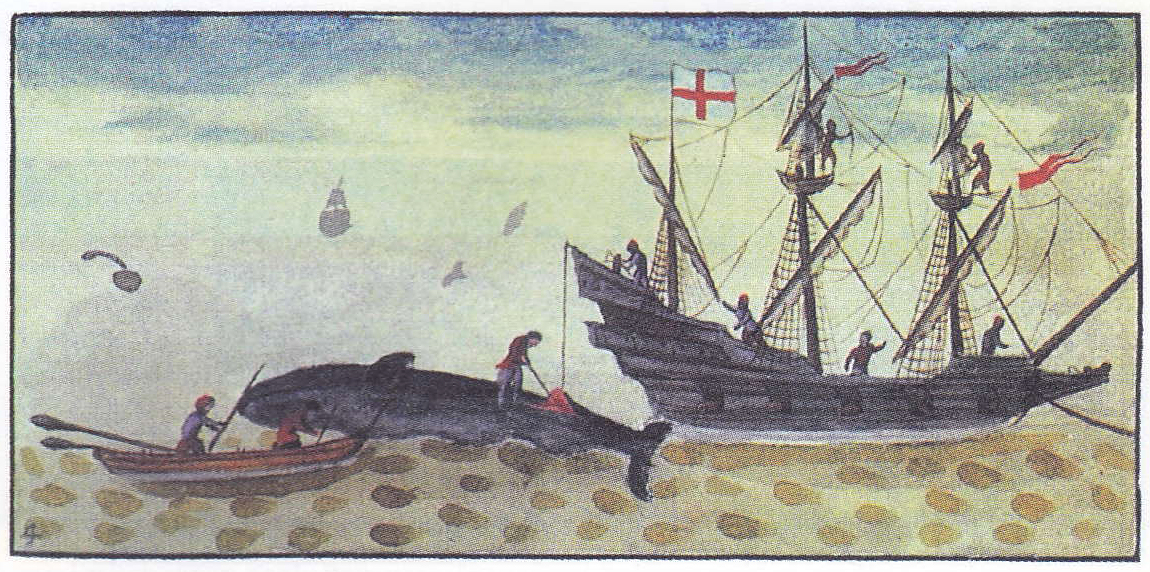
Afspekken van een gedode walvis.

In 1613 zond de Compagnie Van Tweenhuysen twee schepen naar Spitsbergen: de Neptunus met Van Muyden en de wat kleinere Fortuyn met schipper Jan Jacobsz. Boots uit Medemblik en Jan Jacobsz. May uit Schellinkhout als stuurman. Bij Spitsbergen aangekomen lagen in de Ice Sound (Behouden Haven) al vier zwaarbewapende schepen van de Engelse Muscovy Company onder bevel van Benjamin Joseph. De Engelsen claimden Spitsbergen als bezit van de Engelse kroon, en wilden niet dat vreemde naties daar op walvisjacht gingen. Ook de Nederlanders moesten vertrekken, ondanks dat zij op de Derde Noordreis Spitsbergen ontdekt hadden, en ondanks dat Van Muyden een commissie van prins Maurits kon laten zien. Volgens Joseph kon je die in Holland voor een paar stuivers op de markt kopen. De Neptunus en de Fortuyn zeilden toen door naar de iets zuidelijkere Bell Sound (Klokbaai), waar de Basken in een maand tijd 18 walvissen vingen, en de Nederlanders 30 walrussen en twee ijsberen. Kort daarop verscheen een woedende Joseph met drie gevechtsklare schepen, en nam onder dreiging van geweld de walvissen en de al uitgekookte traan, walrustanden en berenhuiden in beslag. Ook enkele Franse en Duinkerkse schepen werden verjaagd of mochten pas verder vissen na betaling van een flinke som geld.

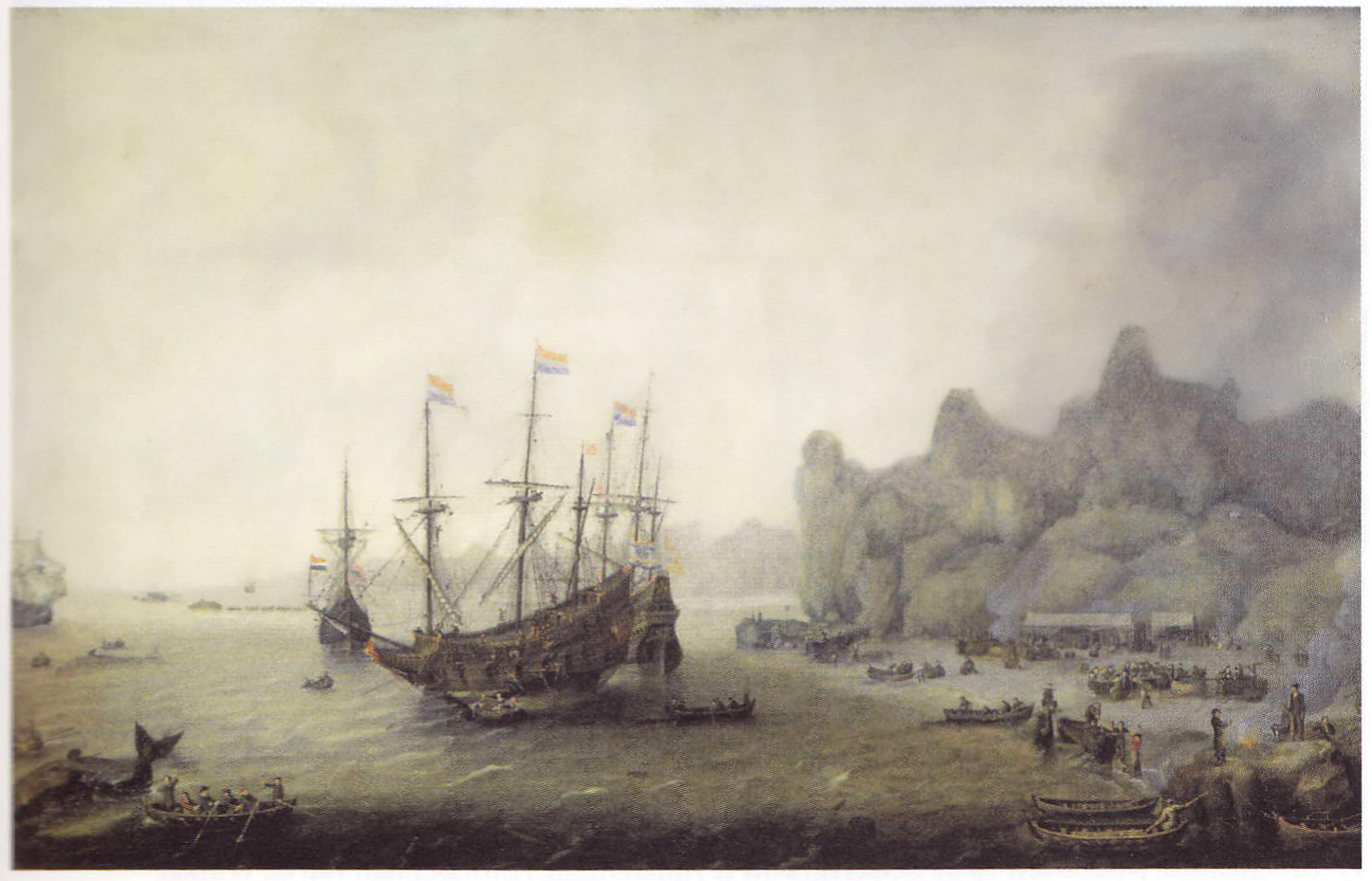
Nederlandse walvisvaarders op Jan Mayen in 1620.

Zo leverde ook deze reis weinig op. Er werd nog geprobeerd schadevergoeding te krijgen door een gezant naar Londen te sturen met brieven van de Staten-Generaal, prins Maurits en de burgemeesters van Amsterdam, met ook een geografische en juridische onderbouwing door de geleerde Petrus Plancius, maar de Engelse koning Jacobus I wilde er niets van weten. De Engelsen claimden in 1553 een eiland ontdekt te hebben dat ze Willoughbyland noemden, en dat volgens hen Spitsbergen was, terwijl volgens de Nederlanders op de destijds opgegeven locatie helemaal geen eiland was. Het argument dat de zee vrij was en ontdekkingen niet relevant waren maakte geen indruk. De Compagnie van Tweenhuysen werd in deze kwestie de Compagnie op de Noortcust genoemd, met als bewindhebbers Van Tweenhuysen, Jacques Nicquet, Jacques Mercys, Gilles Dodeur en Jan Rogiersz. Ramsden.

## De Noordse Compagnie

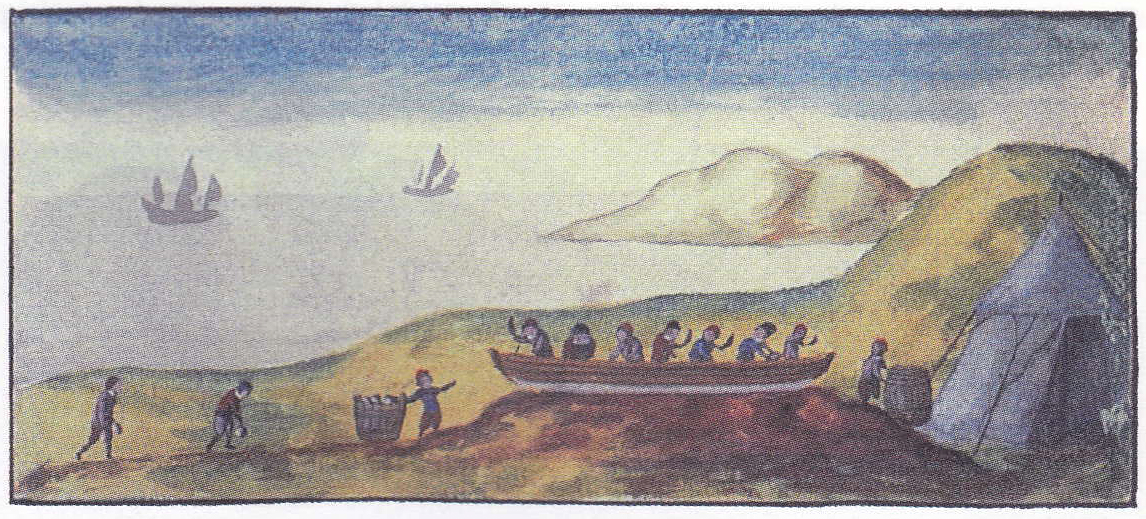
Speksnijders op Spitsbergen.

Verschillende reders uit Amsterdam en Delft verenigden zich toen tot één compagnie: de Noordse Compagnie, met een verzoek aan de Staten-Generaal om hen net als de VOC een octrooi te verlenen, aangezien 'de Engelschen hun soucken te beletten de voorszeide vaerte, poogende hun selven mette Waepenen Eijgenaers te maecken vande voorszeide Landen'. De Staten-Generaal waren groot voorstander van vrije handel, maar meenden dat de gewelddadige tegenwerking van de Engelsen, in combinatie met de hoge kosten in de startfase van deze bedrijfstak, een krachtig Nederlands monopolie noodzakelijk maakten. Op 27 januari 1614 werd het octrooi voor in eerste instantie drie jaar verleend, op voorwaarde van de 'affixie van billieten' op allerlei plaatsen om andere kooplieden de gelegenheid te geven zich aan te sluiten. De walvisvaarders, veertien grote schepen, werden dat jaar vergezeld door drie oorlogsschepen. De Engelsen verschenen met dertien schepen en twee pinassen, maar durfden niets te ondernemen. 'Het een mes hielt het ander in de schede en het bleef vrede'. Willem van Muyden en Jan Jacobsz. May ontdekten op deze reis het eiland Jan Mayen, waar veel walvissen bleken te leven. Ze noemden het Mr. Joris Eylant, naar de cartograaf Joris Carolus die meevoer op een van de twee schepen, maar later kreeg het de naam Jan Mayeneiland. Veel walvisvaarders voeren daarna hier naar toe, om te kunnen vissen zonder lastiggevallen te worden door de Engelsen.

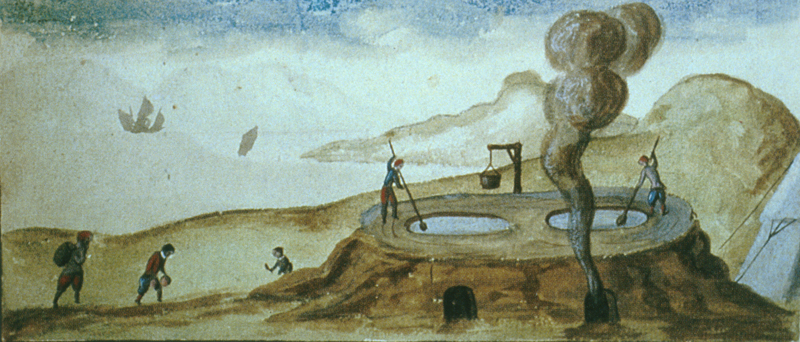
Het uitkoken van de traan.

Zovelen sloten zich bij de Compagnie aan dat er meerdere kamers in diverse steden werden opgericht. Van Tweenhuysen werd samen met Jacques Niquet, Jacques Mercys en Gilles Dodeur bewindhebber van de Kamer Amsterdam. Meerdere tochten werden uitgevoerd, ook naar Jan Mayen. In geval van onvoldoende vangst werd nog doorgevaren naar Archangel, omdat een leeg teruggekeerd schip een grote verliespost was. Behalve voor de Noordse Compagnie rustte Van Tweenhuysen in 1614 ook voor kooplieden uit Bergen en Kopenhagen vier schepen uit onder bevel van Claes Cornelisz. van Zaandam. Het werd hem door bewindhebbers van andere kamers kwalijk genomen dat hij zodoende de Deense koning had gealarmeerd. Deze kwam met soevereiniteitsaanspraken op Spitsbergen en de Noordelijke IJszee, die hij echter niet waar kon maken.

## De Nieuw-Nederland Compagnie

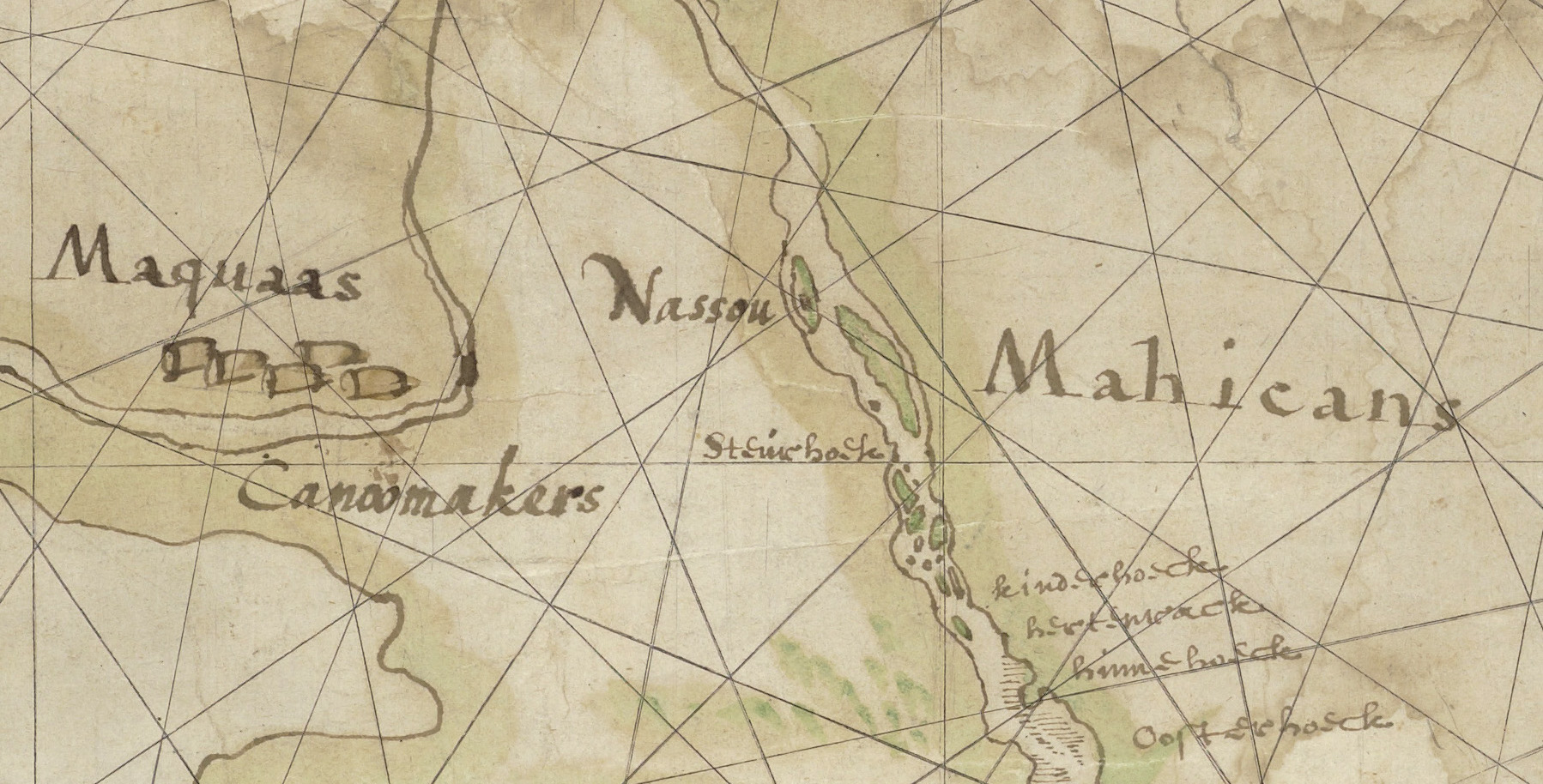
Fort Nassau op Casteels Eylandt in de Noort Rivier.

Tegelijkertijd ondernam Van Tweenhuysen activiteiten in de bonthandel, die hij kende vanwege zijn relaties in La Rochelle en Rouen, waar Franse kooplieden bevervellen aanvoerden vanuit Noord-Amerika. Amerikaanse en Canadese beverpelzen waren voller dan de Europese, en werden vooral gebruikt voor de in die tijd populaire kastoorhoed, een hoed gemaakt van bevervilt. Door de reis van Henry Hudson voor de VOC, op zoek naar een noordwestelijke doortocht naar Azië, wisten de Nederlandse kooplieden waar ze de bevervellen bij de bron konden kopen. Samen met andere kooplieden reedde Van Tweenhuysen in 1611 het schip St. Pieter uit met de ervaren schipper Adriaen Block. Deze verkende de kust van het huidige Martha’s Vineyard tot aan de Hudson (Noort Rivier) en dreef succesvol handel met Indianen. Het volgende jaar maakte Block een tweede reis met de Fortuyn. Op zijn derde reis trof hij de Nachtegael aan van de concurrerende Hans Claesz Compagnie, en ook Van Tweenhuysen zond nog een tweede schip met Hendrick Christiaensz. van Cleef, die in juli 1614 met een lading bevervellen terugkeerde. Blocks schip de Tyger ging dat jaar tijdens een overwintering in de baai van de Noort Rivier door brand verloren, waarna de bemanning ter plekke een klein jacht bouwde met de naam Onrust, om de rivieren mee te verkennen.

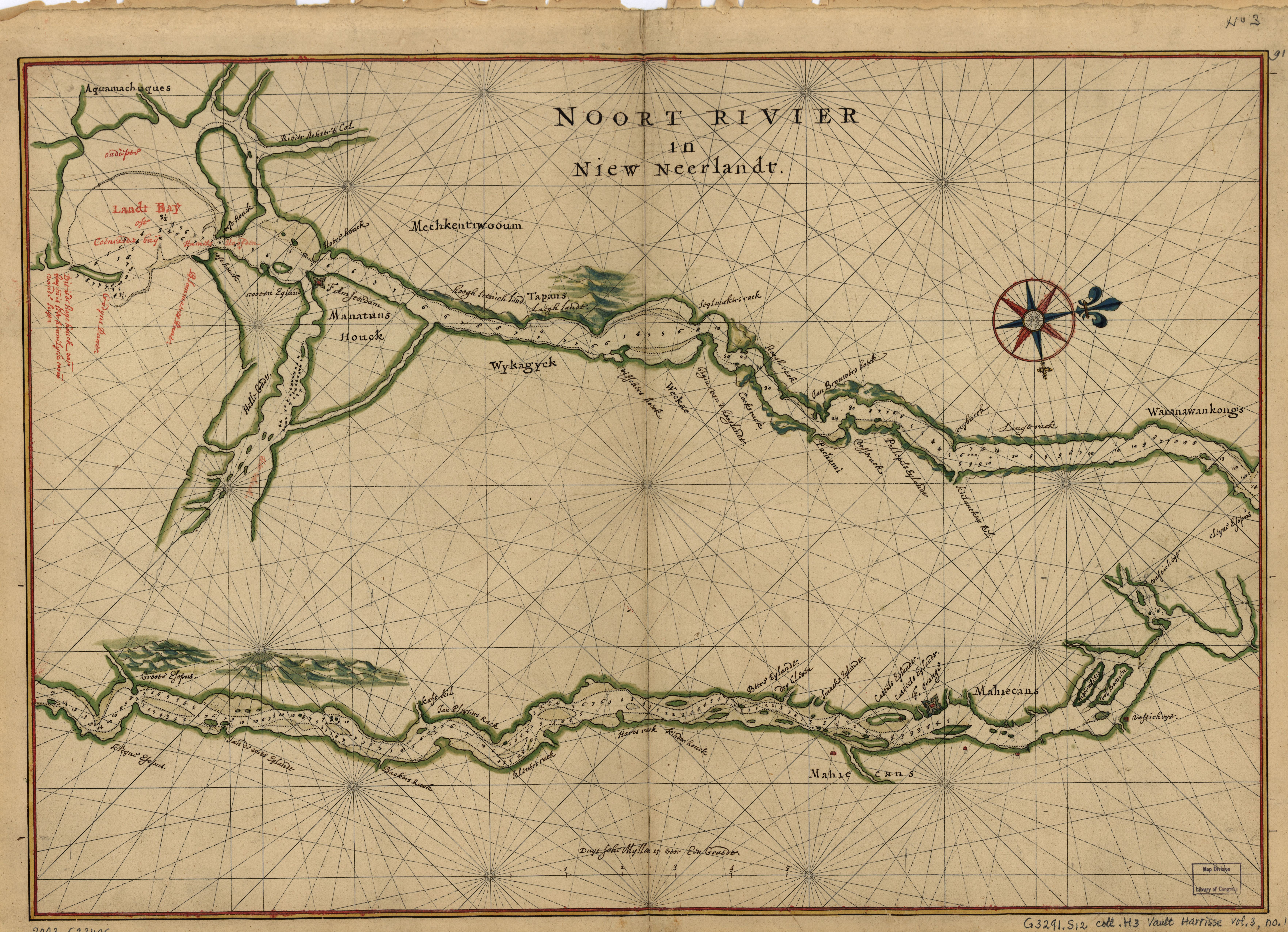
De Noort Rivier (Hudson), van de Landt Bay tot Fort Oranje en verder het binnenland in. (de tekeningen liggen in elkaars verlengde).

Nog meer reders begonnen schepen te sturen. Vanwege de toenemende prijsopdrijvende concurrentie verleenden de Staten-Generaal op veler verzoek op 11 oktober 1614 aan vier compagnieën een octrooi om binnen drie jaar vier reizen te ondernemen naar het gebied ten noorden van de Engelse kolonie Virginia, met de Zuydt Rivier (de huidige Delaware), de Noort Rivier (de Hudson) en de Versche Rivier (de Connecticut), tot aan ongeveer de Niagarawatervallen. Deze afbakening was gebaseerd op de 'figuratieve caerte' van het gebied getekend door Block. Het ging aanvankelijk om 13 reders en kooplieden, waaronder de Amsterdamse schepenen Gerrit Jacobsz. Witsen en zijn neef Jonas, de VOC-bewindhebber Hans Unger en de bekende bonthandelaar Aernout Vogels. Later sloten anderen zich aan, zoals Samuel Godijn. Er was qua deelnemers aanzienlijke overlap met de eerder dat jaar geoctrooieerde Noordse Compagnie. Van Tweenhuysen werd ook van de Compagnie van Nieuwnederlant een van de belangrijkste bewindhebbers. Op de Amerikaanse kust werd stroomopwaarts van de Noort Rivier op het Casteels Eylandt (Castle Island), in de buurt van de jachtgebieden van de Indiaanse pelsjagers (de 'Mahicans'), een factorij gesticht met de naam Fort Nassau, met een garnizoen van 10 à 12 mannen onder Jacob Eelkens. Fort Nassau zou in 1624 vervangen worden door het op de nabijgelegen oever gebouwde Fort Oranje.

## Portretten

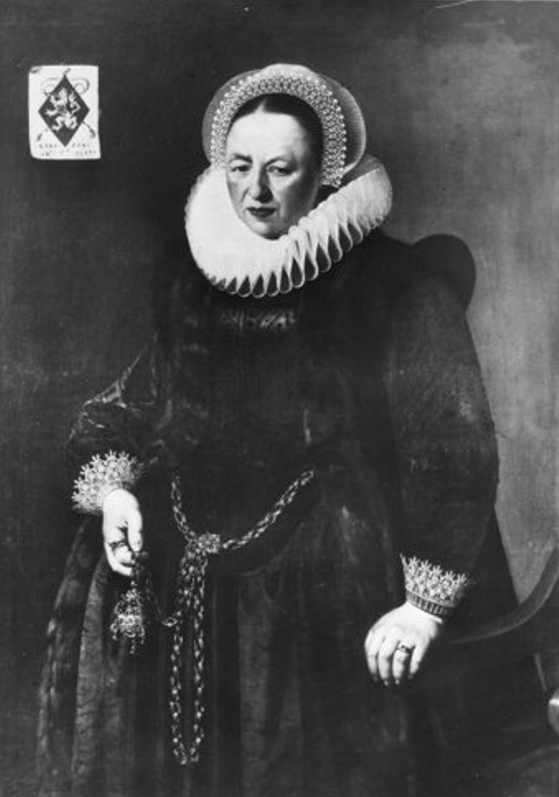
Janneke Campherbeke, 1617.

In 1617 liet Van Tweenhuysen van zichzelf en zijn vrouw portretten schilderen door een Amsterdamse schilder, vermoedelijk Cornelis van der Voort of Nicolaes Eliasz. Pickenoy. Van Tweenhuysen houdt in zijn linkerhand zijn handschoenen en op een tafeltje naast hem liggen een muskaatnoot en een kruidnagel, hoewel een kastoorhoed en een walrustand toepasselijker waren geweest. Janneke Campherbeke houdt in haar rechterhand een om haar middel vastzittende gouden ketting met een zogenaamde bezoarsteen, een zeer kostbaar, vermeend geneesmiddel uit Azië. De stenen werden soms aangetroffen in de ingewanden van bepaalde dieren. Haar gezondheid was misschien niet goed. De portretten zijn tegenwoordig in bezit van de Alte Pinakothek in München.

## Nadagen

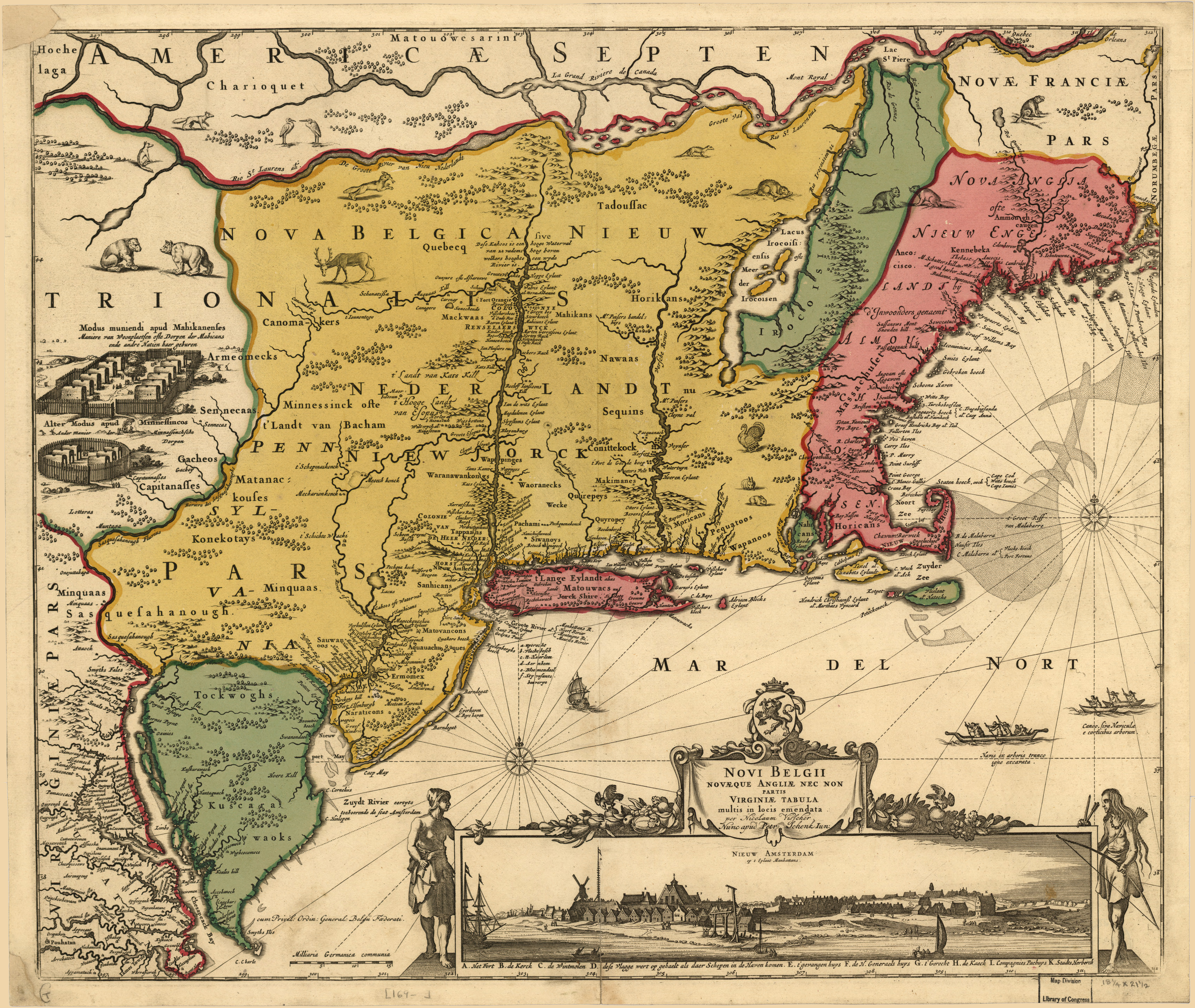
Nieuw-Nederland in 1685.

Na afloop van het octrooi op 1 januari 1618 was de handel weer vrij. Verzoeken om verlenging werden door de Staten-Generaal afgewezen. Zo kwam de Compagnie van Tweenhuysen weer terug in zaken, met onder andere Witsen en Godijn. In oktober zonden zij nog de Swarte Beer onder Hendrick Christiaensz naar Nieuw-Nederland, maar bij het Nooten Eylandt (Governors Island) werd het schip aangevallen door Indianen, en Christiaensz en de meeste bemanningsleden werden vermoord.
In 1620 vroeg Van Tweenhuysen de Staten-Generaal om begeleiding van twee oorlogsschepen bij het overzetten van de in Leiden woonachtige Engelse predikant John Robinson met meer dan 400 merendeels Engelse protestantse gezinnen naar Nieuw Nederland. De Staten-Generaal stelden in eerste instantie een klein oorlogsscheepje voor, maar vroegen ook advies aan de stadhouder Maurits. Dat viel negatief uit. Ook de Engelsen en de Fransen waren in Amerika bezig met de stichting van Nieuw-Frankrijk en Virginia, en gezien het aflopen van het Twaalfjarig Bestand met Spanje was het beter hen niet jaloers te maken. De Pilgrim Fathers gingen later met de Virginia Company naar wat nu Massachusetts is.
In 1621 werd de WIC opgericht, met een monopolie op de handel op Amerika. Dat betekende het einde van de vrije handel en ook het einde van de Compagnie van Tweenhuysen.
In de WIC en de VOC participeerde Van Tweenhuysen weinig. Blijkbaar had hij liever zelf de controle over zijn zaken. In mei 1627 overleed hij in Amsterdam, en werd op 20 mei begraven in de Zuiderkerk. In augustus 1630 werd ook zijn vrouw Janneke daar begraven.